# Red Interlagos
La Ruta Interlagos o red interlagos es un proyecto turístico y de conexión que abarca las Regiones desde La Araucanía a Los Lagos en el Centro Sur de Chile. 
La Red Interlagos tiene como objetivo generar un conjunto de rutas eminentemente turísticas que den conexión a las regiones de La Araucanía, Los Ríos y Los Lagos, y que permita el acceso y desarrollo sustentable de las zonas de parques, lagos, volcanes y termas de la zona precordillerana, incorporando territorios de gran belleza escénica a la oferta de destinos turísticos de las regiones mencionadas, con respeto del medio ambiente y de las culturas originarias.
Esta Ruta tiene como finalidad unir Chile por un camino precordillerano que conecte e incremente la actividad turística de las zonas lacutres y precordilleranas. 
La ruta actualmente se extiende desde Victoria y Conguillío hasta Ensenada y Puerto Chico.

## Características
La Red Interlagos tiene una longitud de 1.920 kilómetros. Su trazado pasa por las regiones de La Araucanía, Los Ríos y Los Lagos, une 22 lagos, y beneficiará a una población de aproximadamente 500.000 habitantes de 21 Comunas.
La Red Interlagos está conformada por seis Circuitos Viales Turísticos, los que son conformados por un eje longitudinal, 12 ejes transversales y 9 caminos complementarios
Estos Circuitos Viales Turísticos corresponden a un conjunto de caminos Longitudinales y Transversales que conectan determinados sectores con ciertos atractivos turísticos. Estos circuitos se conforman en torno a localidades centrales, que funcionan como “Polos” de distribución de visitantes, proporcionando infraestructura y servicios necesarios para la actividad turística.

### Circuitos
Circuito Araucanía Andina
Los principales atractivos son:
- Parque nacional Tolhuaca
- Reserva nacional Malalcahuello
- Parque nacional Conguillío
- Reserva nacional China Muerta
- Reserva nacional Alto Biobío
- Lago Icalma
- Paso Internacional Pino Hachado

Circuito Araucanía Lacustre
En este circuito las localidades Polo son Villarrica y Pucón y sus principales atractivos son:
- Lago Conguillio
- Lago Villarrica
- Lago Caburga
- Parque nacional Huerquehue
- Reserva nacional Villarrica
- Paso Internacional Mamuil-Malal

Circuito Siete lagos
En este circuito la localidad Polo es Panguipulli y Coñaripe. Los principales atractivos son:
- Lago Calafquén
- Lago Pellaifa
- Lago Pullinque
- Lago Panguipulli
- Lago Pirihueico
- Lago Neltume
- Lago Riñihue
- Reserva nacional Mocho Choshuenco
- Pasos Internacionales Carirriñe y Hua Hum

Circuito Lago Ranco
En este circuito las localidades Polos son Futrono y Lago Ranco y sus principales atractivos:
- Lago Ranco
- Lago Maihue

Circuito Norpatagonia
En este circuito la localidad Polo es Entrelagos,  y sus principales atractivos :
- Lago Puyehue
- Lago Rupanco
- Parque nacional Puyehue
- Paso internacional Cardenal Samoré

En este circuito la vía principal es la Ruta CH-215 (conocida también como "Ruta Osorno-Puyehue-Argentina"), la cual hacia el oeste se dirige a la ciudad de Osorno, y al este hacia Argentina, para dirigirse posteriormente a la ciudad de Bariloche.

Circuito Lago Llanquihue
En este circuito las localidades Polos son Puerto Octay, Frutillar,  Llanquihue y Puerto Varas . Los principales atractivos son :
- Lago Llanquihue
- Lago Todos los Santos
- Lago Tagua Tagua
- Parque nacional Vicente Pérez Rosales
- Reserva nacional Llanquihue
- Paso Internacional Pérez Rosales